# فأر الخلد النيجيري
فأر الخلد النيجيري (الاسم العلمي: Fukomys foxi)، نوع من القوارض وفصيلة العرميات. يوجد في شمال نيجيريا والكاميرون. موائله الطبيعية هي الأراضي العشبية الجافة المنخفضة المدارية والغابات الواقعة على ضفاف النهر والأماكن الصخرية.